# (1240) Centenaria
(1240) Centenaria ist ein Asteroid des Hauptgürtels, der am 5. Februar 1932 vom deutschen Astronomen Richard Reinhard Emil Schorr in Hamburg-Bergedorf entdeckt wurde.
Der Name des Asteroiden wurde anlässlich des 100. Geburtstags der Hamburger Sternwarte gewählt (Centesima: lat. für Das Hundertste).